# Saint-Beauzire, Haute-Loire
Saint-Beauzire är en kommun i departementet Haute-Loire i regionen Auvergne-Rhône-Alpes i centrala Frankrike. Kommunen ligger i kantonen Brioude-Nord som tillhör arrondissementet Brioude. År 2022 hade Saint-Beauzire 453 invånare.

## Befolkningsutveckling
Antalet invånare i kommunen Saint-Beauzire
| Referens: INSEE |